# 마르쿠스 에루키우스 클라루스
마르쿠스 에루키우스 클라루스 (Marcus Erucius Clarus, 활동기 - 서기 2세기)는 보좌 집정관 (서기 117년)이자 은시대 작가 소 플리니우스의 친구이자 지도자로서 중요한 인물이었다.
클라루스는 소 플리니우스에게 영예롭고, 청렴하며 학식이 있는 것뿐만 아니라, 소장에서 능숙한 인물로 묘사되었다. 그는 트라야누스의 대 파르티아 원정에 황제와 동행하였고, 셀레우키아 인근에서 파르티아의 장군 사나트루케스를 전사시키고, 파르티아군에 승리를 거두며 성과를 거두었다. 이 성과로, 그는 동료 장군 티베리우스 율리우스 알렉산데르 율리아누스와 함께 117년에 보좌 집정관으로 임명되었다.
그는 하드리아누스 치세 친위대 사령관인 가이우스 셉티키우스 클라루스의 형제였다. 이름의 유사성을 바탕으로 하여, 클라루스는 두 차례 집정관 및 로마시 사령관이었던 섹스투스 에루키우스 클라루스의 아버지일 수 있다.